# Quercus jonesii
Quercus jonesii är en bokväxtart som beskrevs av William Trelease. Quercus jonesii ingår i släktet ekar, och familjen bokväxter. Inga underarter finns listade.